# Staßfurt-Nord
Der Großstadtteil Staßfurt-Nord liegt im nördlichen Teil der Stadt Staßfurt im Salzlandkreis in Sachsen-Anhalt.

## Geschichte
Das neue Staßfurt-Nord entstand aus dem ehemaligen Leninring, der zu DDR-Zeiten errichtet worden und damit ein typisches Plattenbauwohngebiet ist. Hierbei wurde ein Stadtteil neu geschaffen, der sich durch eine große Anzahl an Wohnblocks, was zu dieser Zeit einer der beliebtesten Wohnmöglichkeiten in der Republik war, auszeichnet. Heute ist Staßfurt-Nord ein prädestiniertes Wohngebiet der Stadt Staßfurt, welches auch nach einiger Zeit des Aufbaus großen Andrang besitzt.

## Geografie
Der Stadtteil Staßfurt-Nord liegt nördlich der Altstadt von Staßfurt im Salzlandkreis in Sachsen-Anhalt und des Zentrums und ist etwa die Hälfte der Fläche der Stadt Staßfurt.

## Wirtschaft und Industrie
Im Großstadtteil Staßfurt-Nord liegt das Industriegebiet 1 von Staßfurt. Hier befinden sich unter anderen ein Sodawerk der Firma Ciech, eine Müllverbrennungsanlage der Firma EVZA und ein Stahlwerk. Das Industriegebiet ist in drei Bereiche aufgeteilt: Industrie- und Gewerbegebiet „Nord-Ost“ mit 30 ha, Industrie- und Gewerbegebiet Nord Athenslebener Weg mit 24,9 ha und das Industrie- und Gewerbegebiet Nord TLG Gewerbepark „Löderburger Straße“ mit 24 ha.

## Wohnlage
Staßfurt-Nord ist das größte Wohngebiet der Stadt Staßfurt. Hier lebt etwa die Hälfte der Bevölkerung von Staßfurt, größtenteils in Wohnblöcken, welche beinahe 60 % der Wohnfläche im Großstadtteil Staßfurt-Nord ausmachen. Die Wohnblocks sind zwischen zwei und sieben Etagen hoch (vorwiegend fünf Etagen). Somit zählt der Stadtteil rund 90 Wohnblocks und etwa 3.500 Wohnungen. Diese Wohnungen werden von zwei Wohnungsbaugesellschaften vermietet, der Wohnungsbaugenossenschaft zu Staßfurt eG und der Wohnungs- und Baugesellschaft Staßfurt.
Weitere Wohngebiete von Staßfurt sind Leopoldshall mit rund 40 Wohnblocks, Friedrichshall mit 25 Wohnblocks, Am Tierpark mit rund 20 Wohnblocks, Staßfurt-Mitte, Altstaßfurt und Staßfurt Ortsteil Löderburg mit rund 30 Wohnblocks.

## Schule und Bildung
In Staßfurt-Nord befinden sich zahlreiche Bildungsstätten, wie der „Bummi“ und „Sandmännchen“ Kindergarten, Grundschule Nord und Grundschule Johann-Wolfgang-Goethe, Sekundarschule „Hermann Kasten“, Förderschule J. H. Pestalozzi und das Dr.-Frank-Gymnasium Staßfurt.

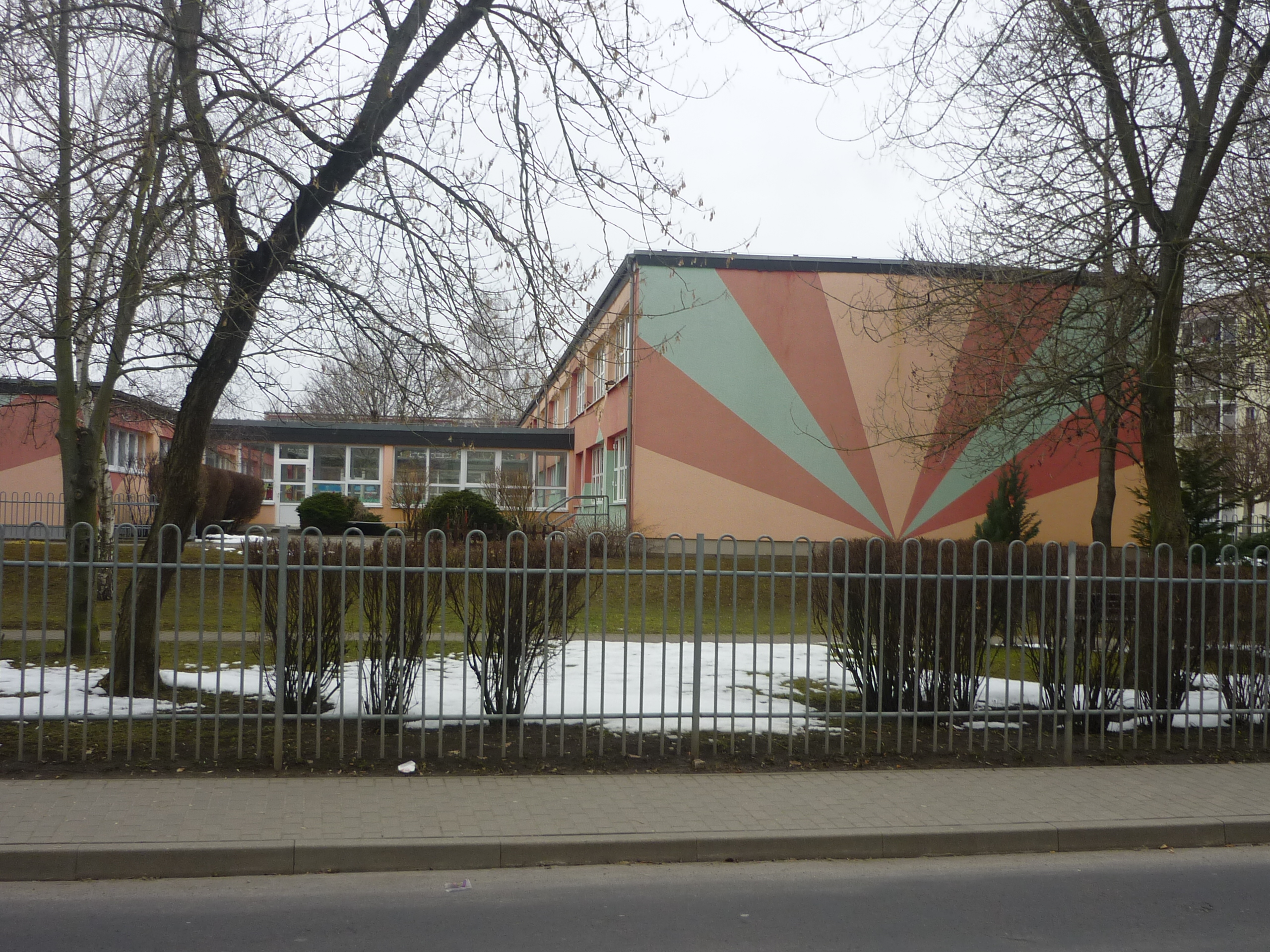
Bummi Kindergarten Nord
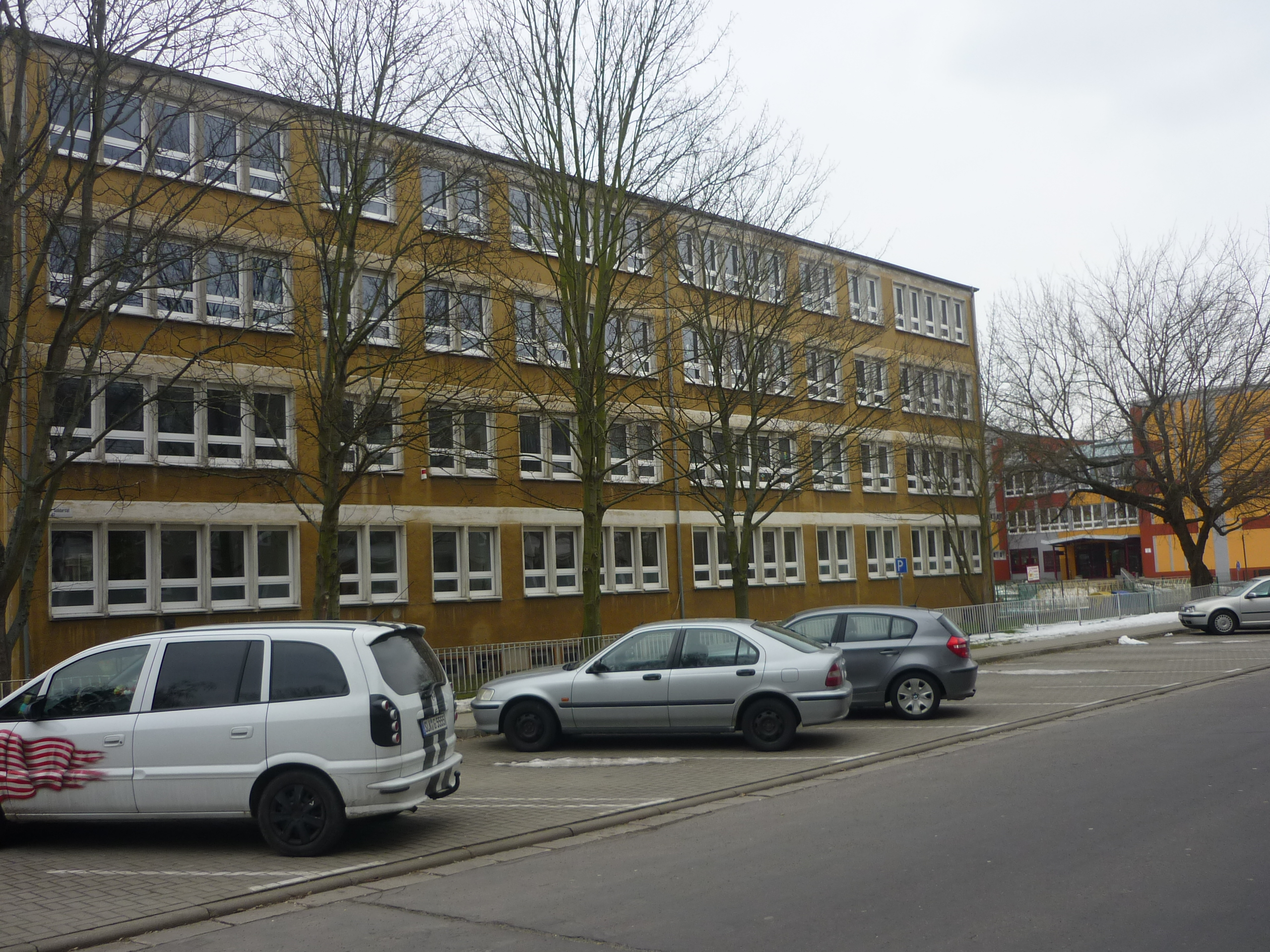
Sekundarschule „Hermann Kasten“, im Hintergrund die J. H. Pestalozzi Schule
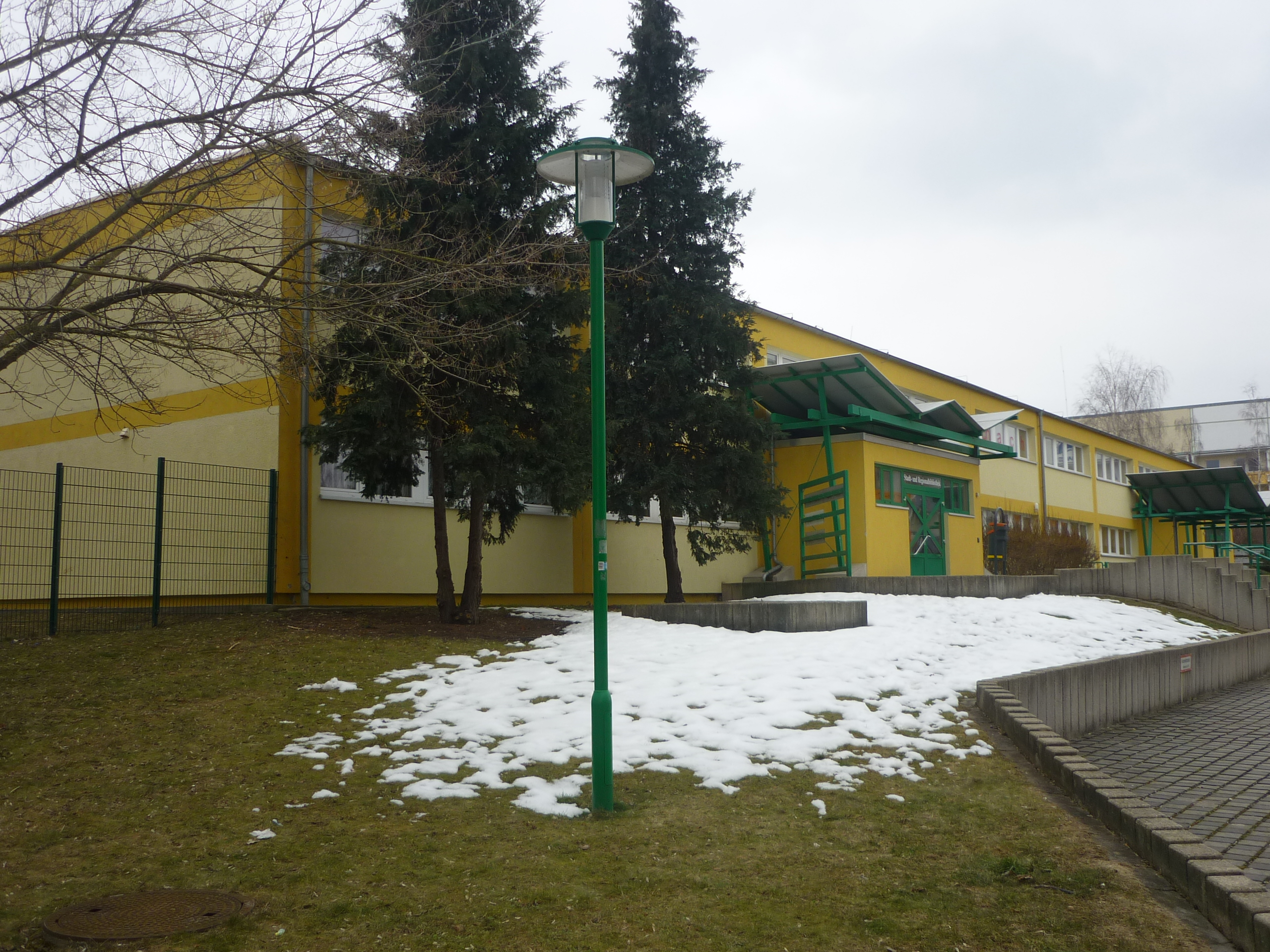
Jugend und Bürgerhaus Staßfurt-Nord
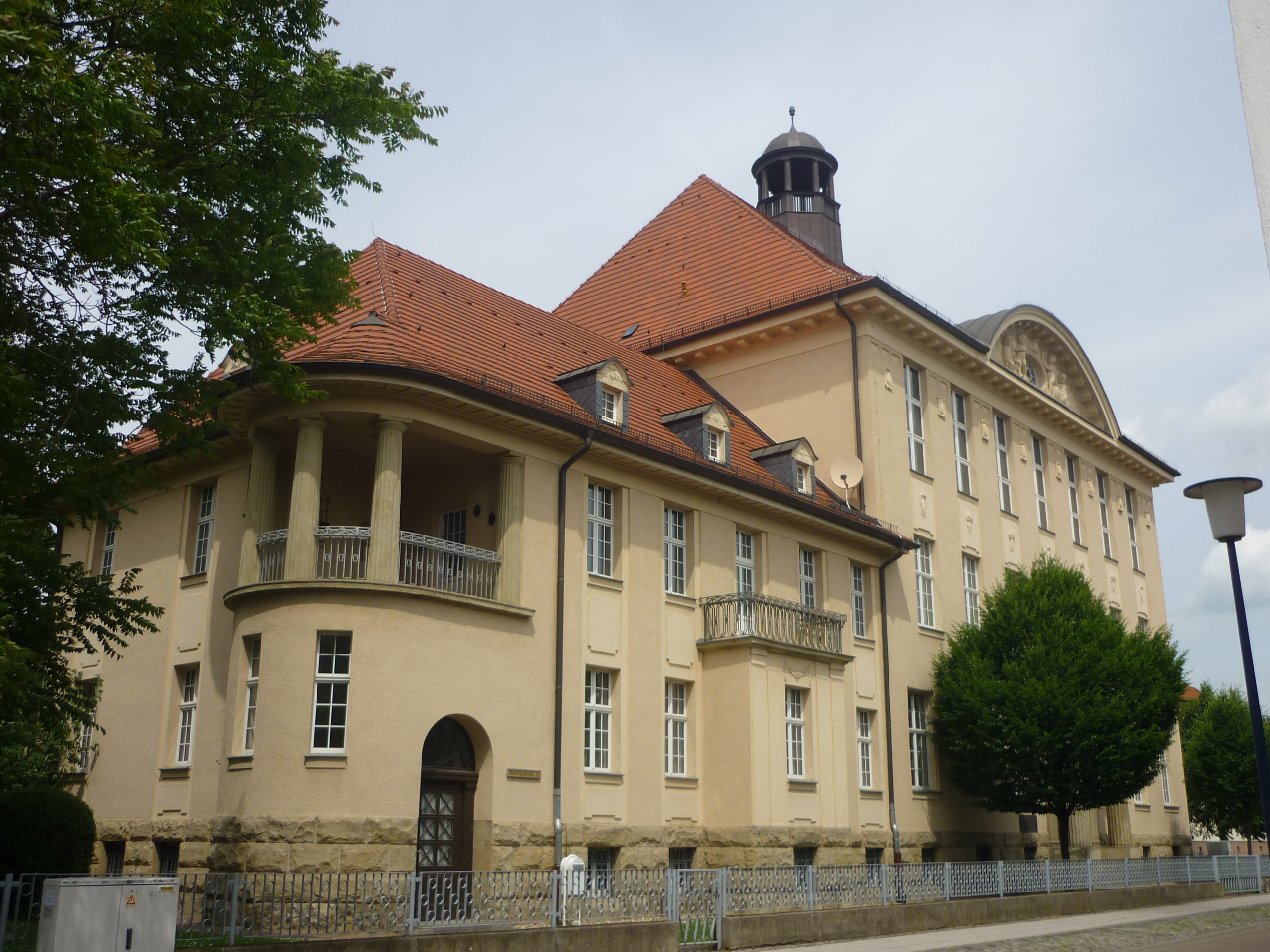
Dr.-Frank-Gymnasium

## Bezirke des Stadtteils
Staßfurt-Nord wird für die bessere Verwaltung in zwei Bezirke eingeteilt: Staßfurt Nord-Ost und Staßfurt Nord-Zentrum. Zusätzlich werden die Wohngebiete „Friedrich-Engels-Ring“ (mit Dr.-Frank Straße) und „Friedensring“ als weitere Wohngebiete mit den für Staßfurt typischen Wohnblocks im Bezirk angesehen.